# The Evangelical Alliance of South Africa
The Evangelical Alliance of South Africa (TEASA) är en evangelikal paraplyorganisation vars medlemsorganisationer har över tre miljoner medlemmar i Sydafrika. 
Bland medlemskyrkorna återfinns bland annat Assemblies of God, Christian Reformed Church, Rhema Ministries och Vineyard i Sydafrika.
TEASA bildades 1995 av pastorer med olika hudfärg, sedan TEASA:s föregångare Evangelical Fellowship of South Africa splittrats 1986, i synen på apartheid.
TEASA är ansluten till Association of Evangelicals of Africa (AEA).